# 青森市立北中学校
青森市立北中学校（あおもりしりつ きたちゅうがっこう）は、青森県青森市西北部に位置する公立中学校。

## 概要
奥内中学校と後潟中学校が統合した中学校で、青森市最北の中学校である。

## 生徒数
- 2025年（令和7年）5月1日時点

| 学年 | 1年 | 2年 | 3年 | 合計 |
| ---- | --- | --- | --- | ---- |
| 生徒 | 14  | 17  | 16  | 47   |

## 沿革
- 1985年（昭和60年）
  - 4月1日 - 奥内中学校と後潟中学校が統合し、本校が開校。
  - 4月8日 - 開校・入学・始業・校旗樹立の各式典を挙行。
  - 8月31日 - 校舎落成式挙行。
- 1989年（平成元年）
  - 5月8日 - 校庭整地完了。
  - 9月26日 - 新校旗樹立。
  - 10月1日 - 創立5周年記念式典挙行。
- 1992年（平成4年）9月11日 - 第二理科室をコンピュータ室に改修。
- 1994年（平成6年）10月30日 - 創立10周年記念式典挙行。
- 2021年（令和3年）4月1日 - 青森市立北小学校と共に小中一貫校に指定、学校運営協議会（コミュニティスクール）開始。
- 2022年（令和4年）4月1日 - 教育課程特例校・二学期制の開始、 特別の教育課程「北の杜学」開始。
- 2024年（令和6年）10月12日 - 創立40周年記念式典挙行。

## 学区
瀬戸子・飛鳥・奥内・前田・清水・内真部・後潟・四戸橋・六枚橋・小橋・左堰

## 進学前小学校
- 青森市立北小学校 - 2020年（令和2年）4月1日から。
- 2020年（令和2年）3月31日までは、奥内・後潟・西田沢の3小学校が、進学前小学校だった。

## 周辺
- 青森県道2号屏風山内真部線
- JR津軽線奥内駅

## アクセス
- JR津軽線奥内駅から、徒歩約570m・約9分
- 青森市営バス奥内・後潟線「奥内駅前」バス停下車後、徒歩約510m・約8分
  - 直線距離だと駅の方が近いが、道路の関係で、バス停の方が距離が短い。

## 参考資料
- 『新青森市史 別編教育（別巻） 年表・学校沿革』（青森市・2000年3月発行）「学校沿革 （二）中学校」249頁「北中学校 変遷」